# Холмовая (Красноярский край)
Холмовая — деревня в Пировском районе Красноярского края. Входит в состав Кириковского сельсовета.

## География
Деревня находится на расстоянии примерно 11 км (по прямой) к северо-востоку от села Пировское, административного центра района.

### Климат
Климат резко континентальный. Самый теплый месяц — июль, со средней температурой +17,8 °С, с абсолютным максимумом +34,6 °С. Самый холодный месяц — январь: средняя температура составляет –20,1 °С, абсолютный минимум –52,5 °С.

## История
Деревня основана в 1909 году. Носила названия Новорождественская и Трудовая. В 1926 году проживали 102 жителя, преимущественно татары. В советское время работал колхоз «Красная Звезда».

## Население
| 2010 |
| ---- |
| 1    |

### Национальный состав
Согласно результатам переписи 2002 года, в деревне проживал один человек татарской национальности.